# Epidendrum campyloglossum
Epidendrum campyloglossum là một loài thực vật có hoa trong họ Lan. Loài này được P.Ortiz & Hágsater mô tả khoa học đầu tiên năm 1999.